# رابطة صانعات الأفلام والإعلام السمعي البصري
جمعية النساء السينمائيات والإعلاميات (CIMA)هي جمعية مهنية إسبانية أُنشئت سنة ٢٠٠٦ بهدف تعزيز الحضور المتساوي والمتوازن للنساء العاملات في قطاع الوسائط السمعية والبصرية.
الشريكات المؤسِّسات: إينيس باريس، شوس غوتييريث، إيثيار بويان، إيزابيل كويكسيت، جوزفينا مولينا، كريستينا أندريو، إلينا تابيرنا، ميريا روس، ماناني رودريغيث، ماريا ريبول، كاييتانا موليرو سان خوسيه، لورا مانيا، إيفا ليسميس، باتريسيا فيريرا، دانييلا فيخيرمان، آنا دييث، تيريزا دي بيليغري وجوديت كوليل.
رئاسة الجمعية: منذ تأسيس الجمعية وحتى سنة ٢٠١٢ كانت ترأسها إينيس باريس. من سنة ٢٠١٢ إلى ٢٠١٤ ترأستها إيزابيل دي أوكامبو. ومن سنة ٢٠١٥ حتى يونيو ٢٠١٨ تولّت الرئاسة فيرجينيا ياغي. وفي يونيو ٢٠١٨ تسلّمت كريستينا أندريو الرئاسة. أما جوزفينا مولينا فهي الرئيسة الفخرية للجمعية.
المقر والفروع: يقع المقر الرئيسي للجمعية في مدريد، ولها فروع إقليمية في الأندلس، كاتالونيا، غاليسيا، فالنسيا، جزر الكناري، جزر البليار، ونافارا.
حملات التوعية: منذ تأسيسها، قامت الجمعية بعدة حملات للتنديد بعدم المساواة في الصناعة السينمائية والتلفزيونية، من أبرزها حملة "أكثر نساء" سنة ٢٠١٨ خلال حفل جوائز غويا، حيث تم استخدام مروحات حمراء كتب عليها "+ نساء".

## الأهداف
الهدف الأساسي للجمعية هو تحقيق المساواة وزيادة الظهور للنساء في القطاع السمعي البصري، من خلال اتخاذ تدابير تعزز الالتزام بالتغيير واحترام المساواة.
كما تهدف الجمعية إلى العمل على الصورة العامة للمرأة المعروضة في وسائل الإعلام من أجل تعزيز الحضور المتساوي والترويج لصورة حقيقية وغير متحيزة وبعيدة عن الصور النمطية الجنسية.

## الهيئة الإدارية
تشكل أول مجلس إدارة سنة 2006 بقيادة:
إينيس باريس (رئيسة)
إيزابيل كويكسيت وشوس غوتييريث (نائبتا الرئيسة)
إيثيار بويان (أمينة السر)
كريستينا أندريو (أمينة الصندوق)
وعضوية كل من: إلينا تابيرنا، باتريسيا فيريرا، آنا دييث، دانييلا فيخيرمان، ماناني رودريغيث، إيفا ليسميس، وجوديت كوليل.
سنة 2009 تم تأسيس فرع غاليسيا بقيادة تشارو لوريرو، وسنة ٢٠١١ فرع الأندلس مع أوليفا أكوستا، وسنة ٢٠١٥ فرع فالنسيا بقيادة روسانا باستور.

## الأنشطة والإنجازات
2007: شاركت الجمعية في مهرجان "النساء في الإخراج" ودعمت البيان المطالب بإدراج مادة "الثقافة السمعية البصرية" ضمن المناهج التعليمية.
2008: نظّمت أول لقاء دولي بعنوان "النساء في الوسائط السمعية البصرية أمام المستقبل"، بمشاركة مخرجات من أمريكا اللاتينية، وخلص اللقاء إلى أن غياب النساء يضر بمحتوى السينما والتلفزيون، حيث تهيمن الصور النمطية والجندرية.
2008: بالتعاون مع معهد المرأة، أجرت الجمعية أول دراسة بعنوان "النساء والرجال في السينما الإسبانية"، نُشرت لاحقًا بعنوان "السينما والجندر في إسبانيا" بمشاركة فاطمة أرانث، بيلار أغيلار، إينيس باريس وغيرهم.
2009: نظّمت أول عرض سينمائي سياسي لأفلام من إخراج نساء، وأصبح حدثًا سنويًا.
٢٠١٠: شاركت في جولة "نساء في السينما" بتنظيم من معهد المرأة لتسليط الضوء على العمل الإبداعي للنساء.
٢٠١٢: دعمت تأسيس "شبكة النساء الإيبروأمريكيات في السينما والوسائط السمعية البصرية" بالتعاون مع جمعيات من الأرجنتين، كولومبيا، والمكسيك.
٢٠١٣: انطلق مشروع "CIMA Mentoring".
٢٠١٤: دعمت مبادرة "قطار الحرية" دفاعًا عن الحقوق الجنسية والإنجابية، وساهمت عضواتها في وثائقي "أنا أقرر. قطار الحرية".

## الإحصاءات
٢٠٠٨:
لا تتجاوز نسبة المخرجات ٧٪.
لا تتعدى نسبة النساء في المناصب الإبداعية والإنتاجية ٢٠٪.
لا تتجاوز نسبة كاتبات السيناريو ١٥٪.
يشكّل الرجال ٩٠٪ من صناع السينما.
فقط نصف المخرجات أنجزن أكثر من فيلم واحد.
النساء يمثلن ٢٠٪ فقط في المناصب القيادية داخل القنوات التلفزيونية، ونسبة الرجال في المناصب العليا تبلغ ٩٤,٢٩٪.
٢٠١٣:
نفس النسب السابقة تقريبًا: ٧٪ مخرجات، ١٥٪ كاتبات سيناريو، ٢٠٪ منتِجات.
٢٠١٨:
فقط ٧٪ من أفلام ٢٠١٧ أخرجتها نساء.
معظم المخرجات لم يحصلن على فرص لإنجاز فيلم ثانٍ.
النساء يشتغلن بميزانيات أقل بمليون يورو من نظرائهن الذكور.
في جوائز غويا ٢٠١٨ كانت نسبة ترشيح النساء ٢٧٪ فقط.
فقط امرأتان ترشحتا لجائزة أفضل فيلم: "صيف ١٩٩٣" (كارلا سيمون) و"المكتبة" (إيزابيل كويكسيت) وفازتا.
النساء يشكلن فقط ٢٦٪ من القوى العاملة في القطاع.

## الحملات
- جوائز "مافيش" و"موجودات" (٢٠١٠):

جوائز "مافيش" (Esquenohay) تُمنح للفعاليات التي تساهم في إقصاء النساء من السينما والتلفزيون، بينما جوائز "موجودات" (Haberlashaylas) تُمنح للمبادرات التي تبرز دور النساء.
- ٢٠١١ - جوائز مافيــش:

برنامج خاص "أيام السينما": لم يذكر أي مخرجة.
مهرجان ملقة السينمائي: لم يشمل أي فيلم من إخراج امرأة.
الأكاديمية الغاليثية للسمعي البصري: لم تُمنح أي جائزة تكريمية لامرأة.
٢٠١١ - جوائز موجودات:
"نساء في الإخراج" - كوينكا.
مهرجان إشبيلية الأوروبي.
وثائقي "من كانت بيلار ميرو؟
حملة + نساء (٢٠١٨): استخدمت الجمعية مروحات حمراء خلال جوائز غويا للفت الانتباه إلى التمييز ضد النساء.

## المشاريع
- CIMA IMPULSA: دعم مشاريع أفلام ومسلسلات من كتابة نساء، مثل مسلسل "المحاميات" (٢٠٢٤) وفيلم "من حيث يمر الصمت" (٢٠٢٤).
- CIMA Mentoring 1to1: برنامج توجيه شخصي لتطوير المشاريع. من بين الأعمال المدعومة: "صيف ١٩٩٣" (٢٠١٧) لكارلا سيمون.
- CIMA10: مسابقة سيناريوهات قصيرة للشباب من ١٦ إلى ٢٣ سنة، مستندة على دليل الممارسات الجيدة لمكافحة التمييز الجنسي.
- CIMA EN CORTO: فعالية دورية لعرض ومناقشة أفلام عضوات الجمعية.
- كرسي السينما خوسيفينا دي لا تورّي: تأسس سنة ٢٠١٢ مع جمعية "مُوصّلون كناريون من أجل المساواة".

## التدابير والتوصيات
- سنة ٢٠١٠، رفعت الجمعية شكاوى لديوان المظالم الإسباني للمطالبة بتطبيق فعّال لقانون المساواة خصوصًا في المجال الإبداعي.
- في الأندلس، شاركت الجمعية في أول طاولة مستديرة حول وضع النساء في المجال السمعي البصري، الذي تعاني فيه النساء من تمثيل ناقص بنسبة ٨٥٪.
- سنة ٢٠١٣، شاركت الجمعية في لجنة مختلطة لاقتراح نموذج تمويل جديد للسينما والتلفزيون، وقدمت مقترحات منها:
- تحفيزات ضريبية إضافية بنسبة ١٠٪ لمشاريع تقودها نساء.
- تخصيص نسبة من ضرائب التذاكر والأقراص وأرباح العرض الرقمي لدعم مشاريع النساء.
- سنة ٢٠١٨، أصبحت الجمعية عضوًا في مرصد المساواة في الإذاعة والتلفزيون الإسبانية، ضمن اتفاق الدولة لمناهضة العنف ضد المرأة.

## الجوائز والتكريمات
- ٢٠١٢: جائزة شرفية من أسبوع السينما الإسبانية في كاربانيشيل.
- ٢٠١٧: جائزة AMECO الصحفية الخاصة.
- ٢٠٢٤: جائزة سانت جوردي للصناعة في دورتها ٦٨ تقديرًا لـ ١٨ عامًا من النضال من أجل المساواة.

## المنشورات
- السينما والجندر في إسبانيا (٢٠١٠): تأليف فاطمة أرانث وآخرين. دار نشر كاتيدرا – مجموعة النسويات.
- نظرات نسائية: سينمائيات إسبانيات في القرن ٢١ (٢٠١٧): تنسيق فرانسيسكو إ. ثوريان. دراسة لـ ٩٣ امرأة. دار نشر فوندامينتوس.